# Major League Soccer
La Major League Soccer (MLS) es la liga de fútbol de Canadá y Estados Unidos. Está supervisada por la Federación de Fútbol de los Estados Unidos y la Asociación Canadiense de Fútbol. La liga es disputada por treinta equipos, veintisiete en los Estados Unidos y tres en Canadá, desde la temporada 2025. La liga tiene su sede en Medio Manhattan, Nueva York.
Está integrada por dos conferencias de quince equipos respectivamente, Conferencia Este y Conferencia Oeste. La temporada se inicia en marzo y termina en noviembre. Cada equipo juega treinta y cuatro partidos durante la temporada regular.
Cada año, la MLS, otorga hasta tres trofeos en diferentes instancias del torneo: La MLS Cup que otorga al campeón de liga. El Supporters' Shield, que es un trofeo de carácter oficial que se otorga desde 1996 al mejor equipo de la temporada regular; el equipo que gane este título, adquiere automáticamente un lugar en la fase de grupos de la Liga de Campeones CONCACAF del siguiente año. Y la Conference Cup, que se otorga también desde 1996 al campeón de cada Conferencia -Este y Oeste-, en un torneo eliminatorio anual de postemporada de playoffs de la Major League Soccer.
La MLS Cup, se juega en un único partido final por el campeonato de liga de la MLS, entre los campeones de Conferencias.
Según el formato actual adoptado para la temporada 2023, 18 equipos se clasifican para los playoffs según el total de puntos de la temporada regular: los nueve equipos mejor clasificados de la Conferencia Este y de la Conferencia Oeste.
En 2019 la MLS anunció su futura expansión hasta los treinta equipos. Con una asistencia media de más de 20 000 espectadores por partido, la MLS tiene la tercera asistencia media más alta de cualquier liga de deportes de los Estados Unidos después de la National Football League (NFL) y las Grandes Ligas de Béisbol (MLB), y es la séptima liga de fútbol profesional con la asistencia media más alta del mundo.
Es la tercera liga más fuerte de la zona de Concacaf de la segunda década del siglo XXI de acuerdo a la IFFHS, solo por debajo de las ligas de México y Costa Rica.

## Historia

### Orígenes
Las primeras ligas de fútbol a nivel nacional fueron fundadas en los años 1960, la United Soccer Association (USA) y la National Professional Soccer League (NPSL). En 1968 estas se fusionaron para crear la North American Soccer League.
Esta última fue relativamente un éxito, llegando incluso a tener veinticuatro equipos y el mítico equipo New York Cosmos, pero eventualmente fue disuelta en 1985 por culpa de una fuerte crisis económica como resultado de una mala gestión que provocó una gran deuda. La North American Soccer League no tenía estadios propios, alquilaba estadios de fútbol americano y la mayoría de los jugadores eran extranjeros y caros que no conectaban con el público estadounidense.

### Fundación
La Major League Soccer se creó el 17 de diciembre de 1993, en cumplimiento de la promesa de Alan Rothenberg y de la Federación de Fútbol de los Estados Unidos a la FIFA de establecer una liga profesional de fútbol de “primer nivel” a cambio de la concesión de la Copa Mundial de Fútbol de 1994 a Estados Unidos.
El objetivo de la Major League Soccer era convertirse en una de las grandes ligas de fútbol del mundo y en una de las grandes ligas deportivas de Estados Unidos. La liga inició su primera temporada en 1996 con diez equipos y gozó de cifras de asistencia prometedoras. Los números declinaron levemente después del primer año, pero han aumentado en años posteriores. Dividieron a los diez equipos originales en dos conferencias: la Conferencia Este (Columbus Crew, D.C. United, New England Revolution, NY/NJ MetroStars, Tampa Bay Mutiny), y la Conferencia Oeste (Colorado Rapids, Dallas Burn, Kansas City Wiz, Los Angeles Galaxy y San Jose Clash).

### Expansión, contracción, y traslado

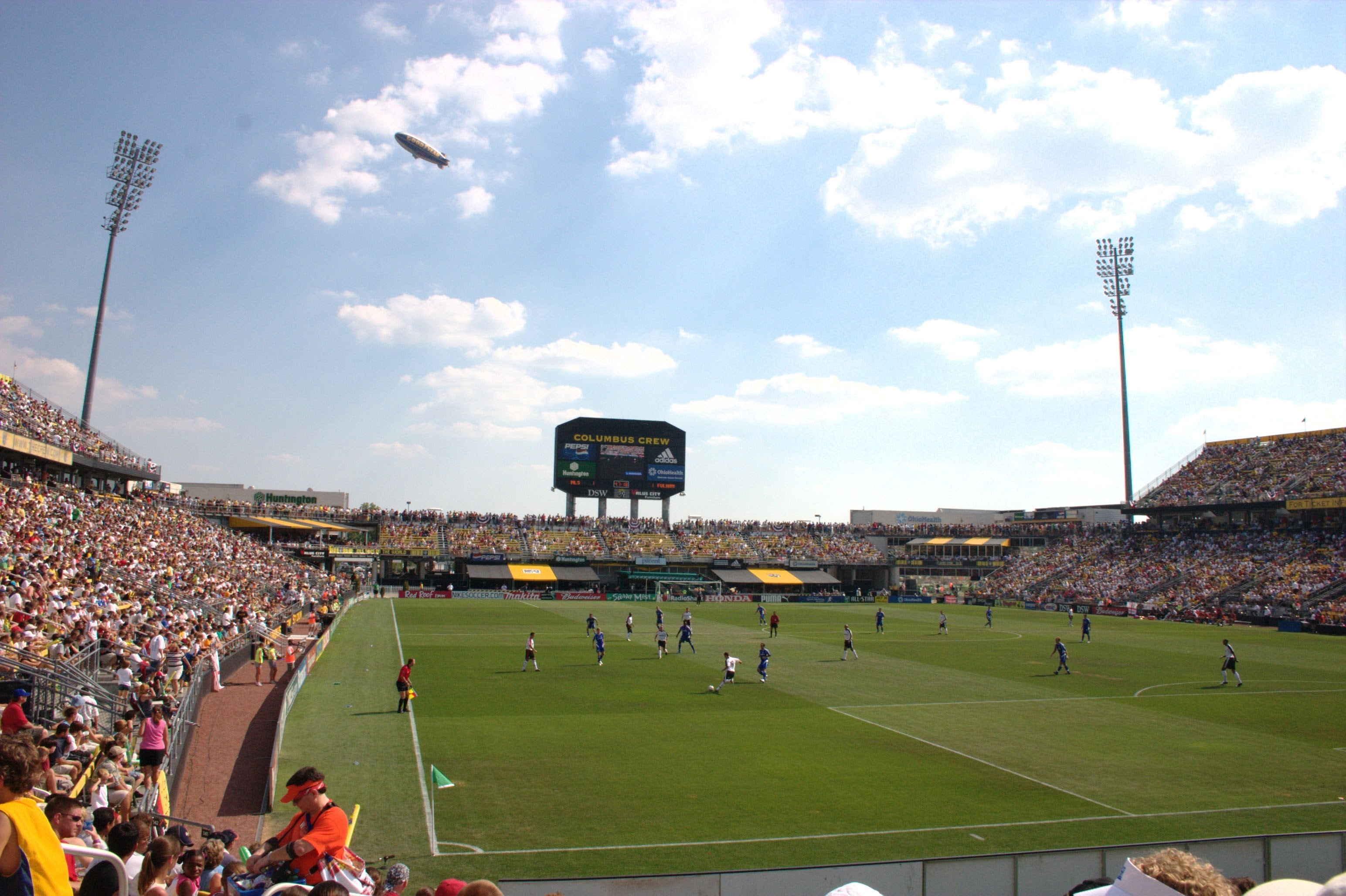
El Mapfre Stadium, casa del Columbus Crew y el primer estadio específico de fútbol de Estados Unidos.

La liga se amplió a doce equipos en 1998, añadiendo al Chicago Fire a la Conferencia Oeste y al Miami Fusion a la Conferencia Este.
En 2000, la liga se reorganizó en las conferencias Este, Central y Oeste; Chicago Fire, Tampa Bay Mutiny, Dallas Burn y Columbus Crew fueron trasladados a la nueva División Central. No obstante, los problemas financieros de la liga llevaron a la salida del Comisionado Doug Logan después de la final de la temporada de 1998. Don Garber, un jefe ex-NFL, fue contratado en su lugar y su liderazgo se convirtió en un instrumento para apuntalar el futuro de la liga. La construcción de estadios de fútbol para los equipos de la liga, financiado en gran parte por los financieros como Lamar Hunt y Phil Anschutz, se convirtió en un punto de énfasis para lograr la salud fiscal y garantizar la supervivencia de la liga. El Mapfre Stadium de 22 000 espectadores, construido en 1999 como el primer estadio específico de fútbol de Estados Unidos, se cita a menudo como un modelo de la liga. Le siguieron el Toyota Park de Chicago de 20 000 espectadores, el StubHub Center de Los Ángeles de 27 000, el Estadio Toyota de Dallas de 22 000, el Rio Tinto Stadium de Salt Lake City de 20 000, el BMO Field de Toronto de 20 000, el estadio Dick's Sporting Goods Park de 18 000 en Denver, el Red Bull Arena de Nueva York de 25 000, el Talen Energy Stadium de Filadelfia de 18 000, el Children's Mercy Park de Kansas City de 18 000 y el Avaya Stadium de San José de 18 000.
A pesar de este movimiento, para detener el sangrado económico mediante la contracción de las franquicias de Florida en la temporada de 2001, los dos equipos de Florida (Miami Fusion y Tampa Bay Mutiny) desaparecieron y la liga volvió a ser de diez equipos. La liga volvió a ser de sólo dos conferencias, como era originalmente, con Chicago Fire en la Conferencia Este.
La Copa Mundial de Fútbol de 2002, en la que Estados Unidos inesperadamente llegó a los cuartos de final ganando contra Portugal y México, provocó un resurgimiento del fútbol estadounidense y de la MLS. La final de la MLS Cup 2002, que tuvo lugar cuatro meses después del final de la Copa del Mundo de ese año, estableció un récord de asistencia en el Gillette Stadium que vio Los Angeles Galaxy ganar su primer título.
En la temporada de 2004, la liga se amplió otra vez, añadió el Real Salt Lake, que juega en el nuevo Rio Tinto Stadium de 20 000 espectadores y el C.D. Chivas USA, que comparte el StubHub Center con el Galaxy. Los dos equipos nuevos fueron ubicados en la Conferencia Oeste, moviendo a Kansas City a la Conferencia Este. El nombre de Real Salt Lake se debe a que su propietario es seguidor del Real Madrid y estableció varios acuerdos con el club español. Mientras que Chivas USA lo fundó el propietario del Guadalajara de México.
En la temporada 2006 el MetroStars pasó a llamarse New York Red Bulls tras la compra del equipo por parte del gigante de bebidas energéticas Red Bull. El equipo será hermano del Red Bull Salzburg de Austria.
El San Jose Earthquakes desaparecieron como franquícia, pero sus jugadores y cuerpo técnico se trasladaron a formar parte del Houston 1836 que a las pocas semanas de existencia cambió su nombre a Houston Dynamo. Sin embargo, el nombre de los Earthquakes y su historia no fueron trasladados, reapareciendo San Jose Earthquakes en 2008 gracias a un nuevo grupo de propietarios, así el Houston Dynamo se convirtió en un equipo de expansión.
Semanas antes de iniciar la temporada 2007 la liga cerró un acuerdo con la Bundesliga alemana de cooperación, intercambiando conocimientos de construcción de estadios de fútbol y financiación.

### 2007-2009

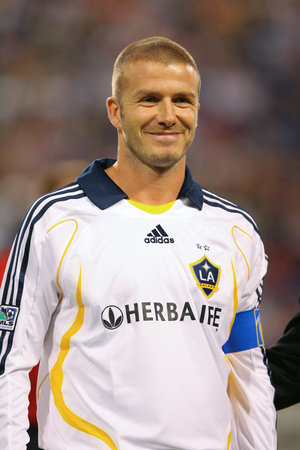
David Beckham fue el primer Jugador Franquicia de la liga en 2007.

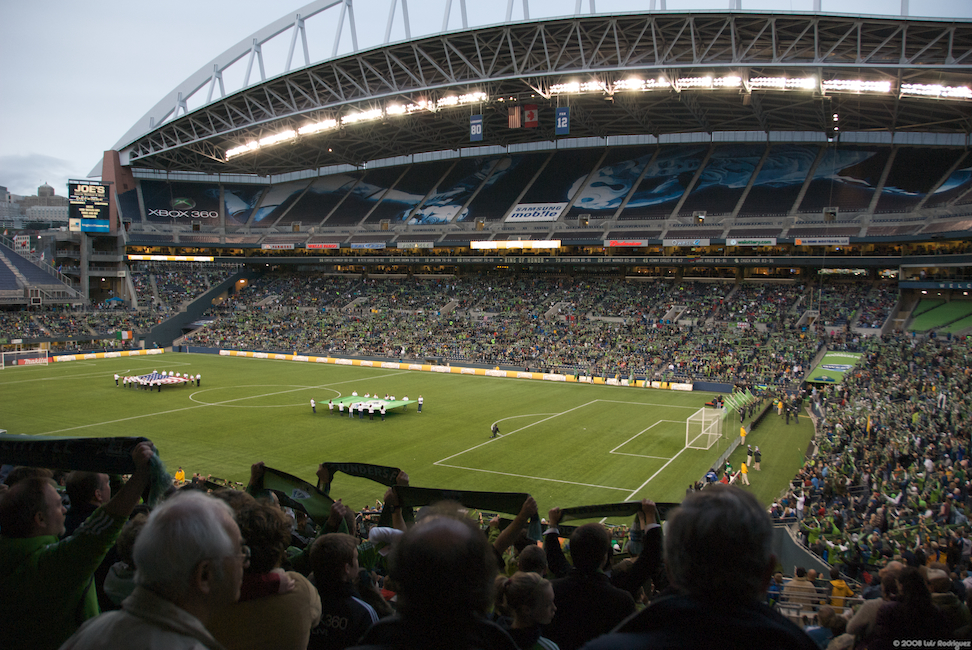
Hinchas de los Seattle Sounders FC en la plataforma inferior del CenturyLink Field.

La MLS se amplió con un equipo nuevo en la temporada de 2007, el Toronto FC, siendo el primer equipo canadiense en la historia de la MLS, y cuya administración local construyó un estadio de fútbol. En su primer año agotó todos sus abonos por su gran acogida. Desde 2007, el liderazgo de la Major League Soccer ha dado pasos para internacionalizar aún más la liga en un esfuerzo para elevar el nivel de juego. Entre los primeros pasos en este sentido ha sido la regla del jugador franquicia, que ayudó a traer estrellas internacionales en la Liga, a pesar de que los sueldos están relativamente bajos, y la creación de la SuperLiga Norteamericana, que enfrenta la parte superior de los equipos de la MLS contra los mejores equipos de la Primera División de México en un esfuerzo para ejercer una competencia más significativa para ambas ligas. La MLS cambió las normas relativas a los jugadores extranjeros en la liga para permitir un total de ocho.
Así la temporada 2007 fue testigo del debut en la MLS de David Beckham, cuya firma había sido visto como un golpe para el fútbol estadounidense. El contrato de Beckham con Los Angeles Galaxy de fue posible gracias a la nueva regla del jugador de franquicia. Jugadores como Cuauhtémoc Blanco del Club América, firmado con el Chicago Fire, y Juan Pablo Ángel, proveniente de Aston Villa a los New York Red Bulls, son algunos de los primeros jugadores designados que han hecho contribuciones importantes en sus clubes. Las salidas de Clint Dempsey, Jozy Altidore y la cesión de Landon Donovan a la Premier League, junto con el regreso de Claudio Reyna a los New York Red Bulls y Brian McBride al Chicago Fire, respectivamente, destacan el intercambio de los mejores prospectos a Europa para jugadores experimentados a la liga. Varios otros jugadores extranjeros conocidos han seguido David Beckham y Cuauhtémoc Blanco a la MLS, incluyendo, Guillermo Barros Schelotto a Columbus Crew, Fredrik Ljungberg a Seattle Sounders FC, Wayne Rooney a DC United, Kaká a Orlando City SC, Juninho, Steven Gerrard y Zlatan Ibrahimović a Los Ángeles Galaxy además de Thierry Henry y Rafael Márquez a New York Red Bulls y David Villa y Lampard a New York City FC.
Además, la MLS se esfuerza mucho en la cantera y en la formación de nuevos jugadores, todos los clubes de la MLS tienen su academia de fútbol. Destaca por su prestigio la Red Bull Academy de Nueva York, que forma a jóvenes en peligro de exclusión social que viven en barrios conflictivos, además de la David Beckham Academy de Los Ángeles.
Durante la temporada 2008, San Jose Earthquakes volvió a aparecer en la liga, con lo que la liga pasó a ser de doce a catorce equipos. En la temporada 2009 se creó el equipo de expansión de los Seattle Sounders FC, que juega sus partidos de local en el nuevo y moderno CenturyLink Field, estadio donde también juega como local el equipo de la NFL, los Seattle Seahawks. Con una multitud de 35 523 en el Qwest Field. En su primer año, batieron todos los récords de asistencia en un estadio de la Major League Soccer con la mayor cantidad de espectadores en cada partido.

### 2010-presente

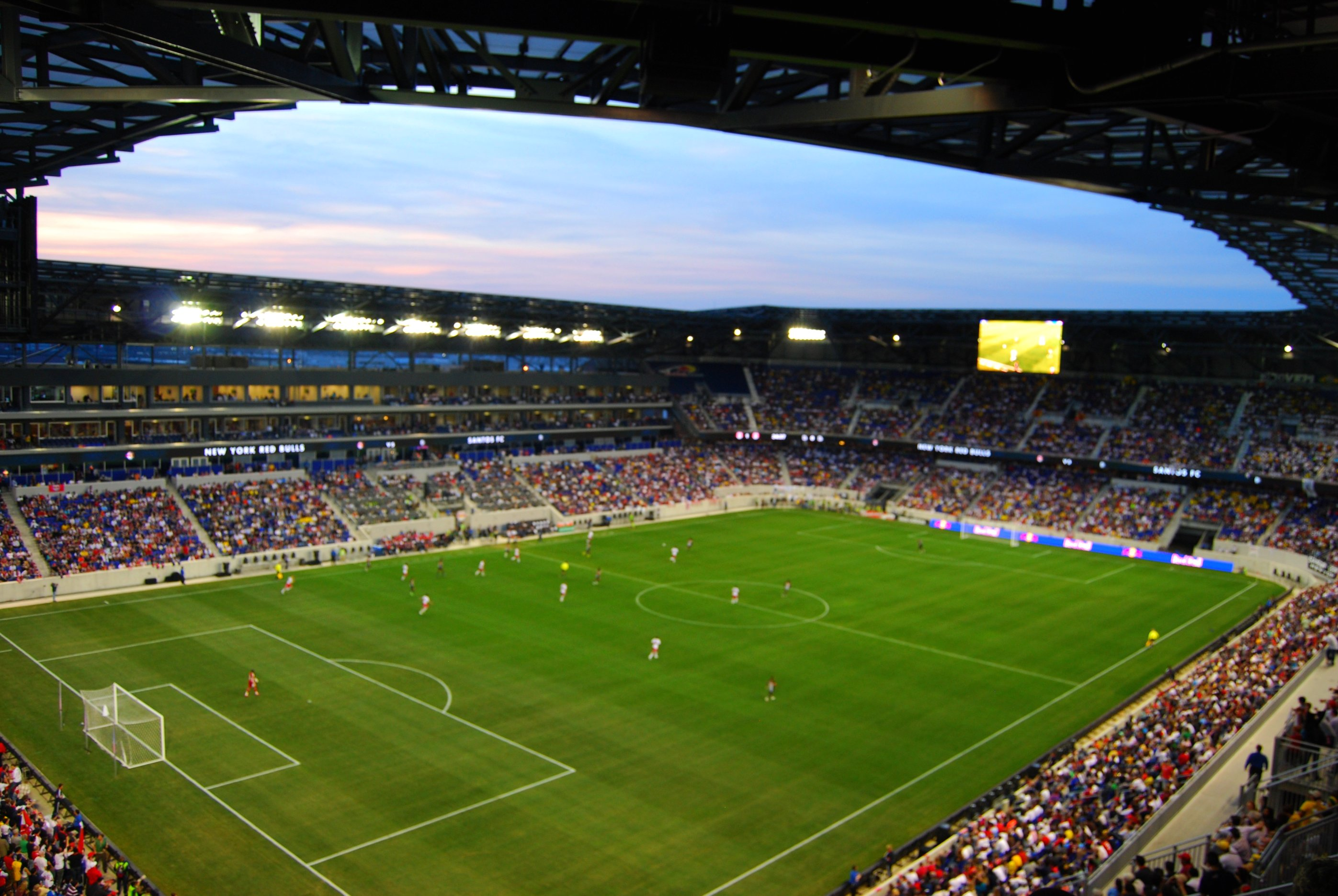
Red Bull Arena, estadio de los New York Red Bulls.

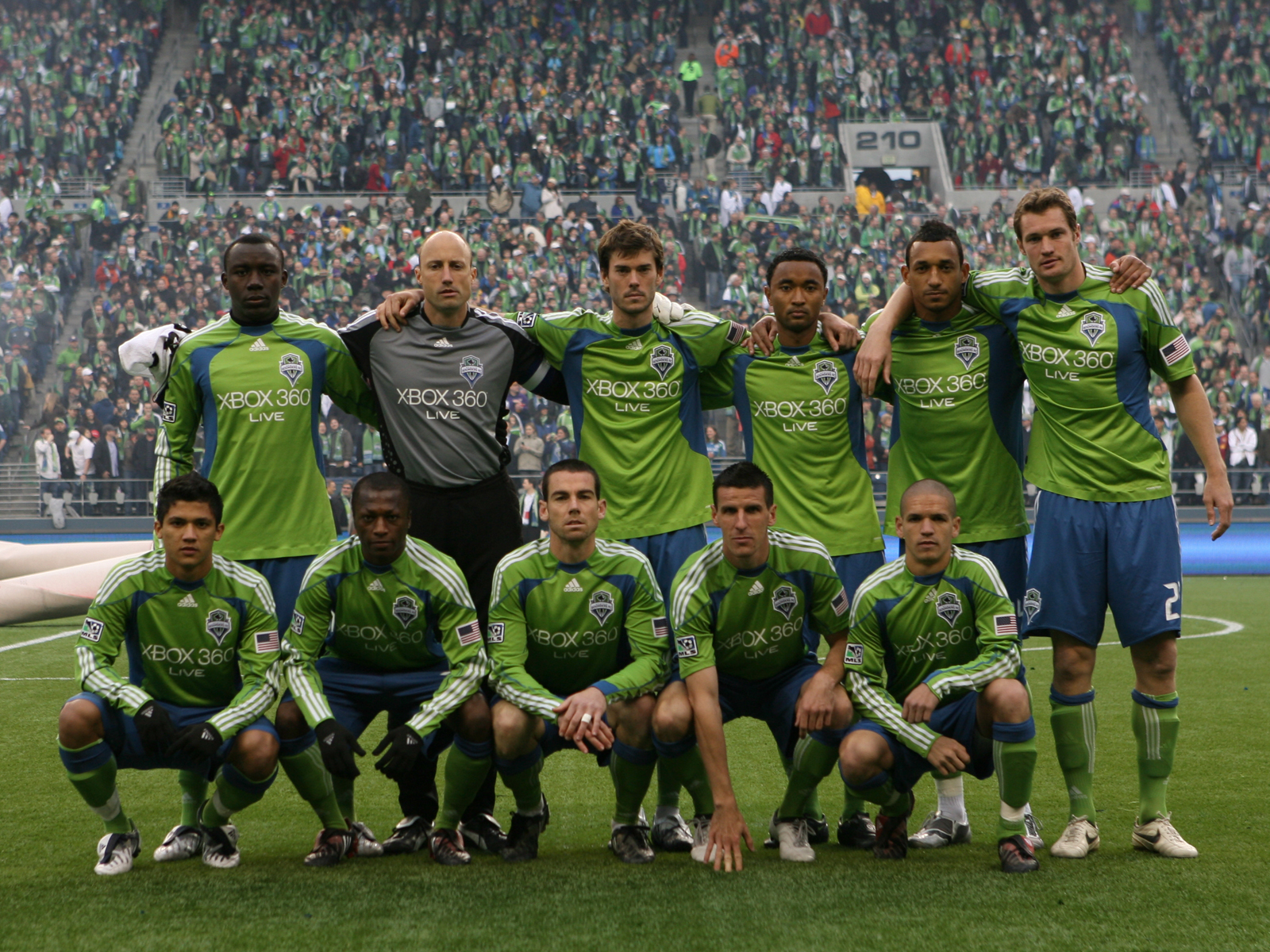
Seattle Sounders FC en 2009.

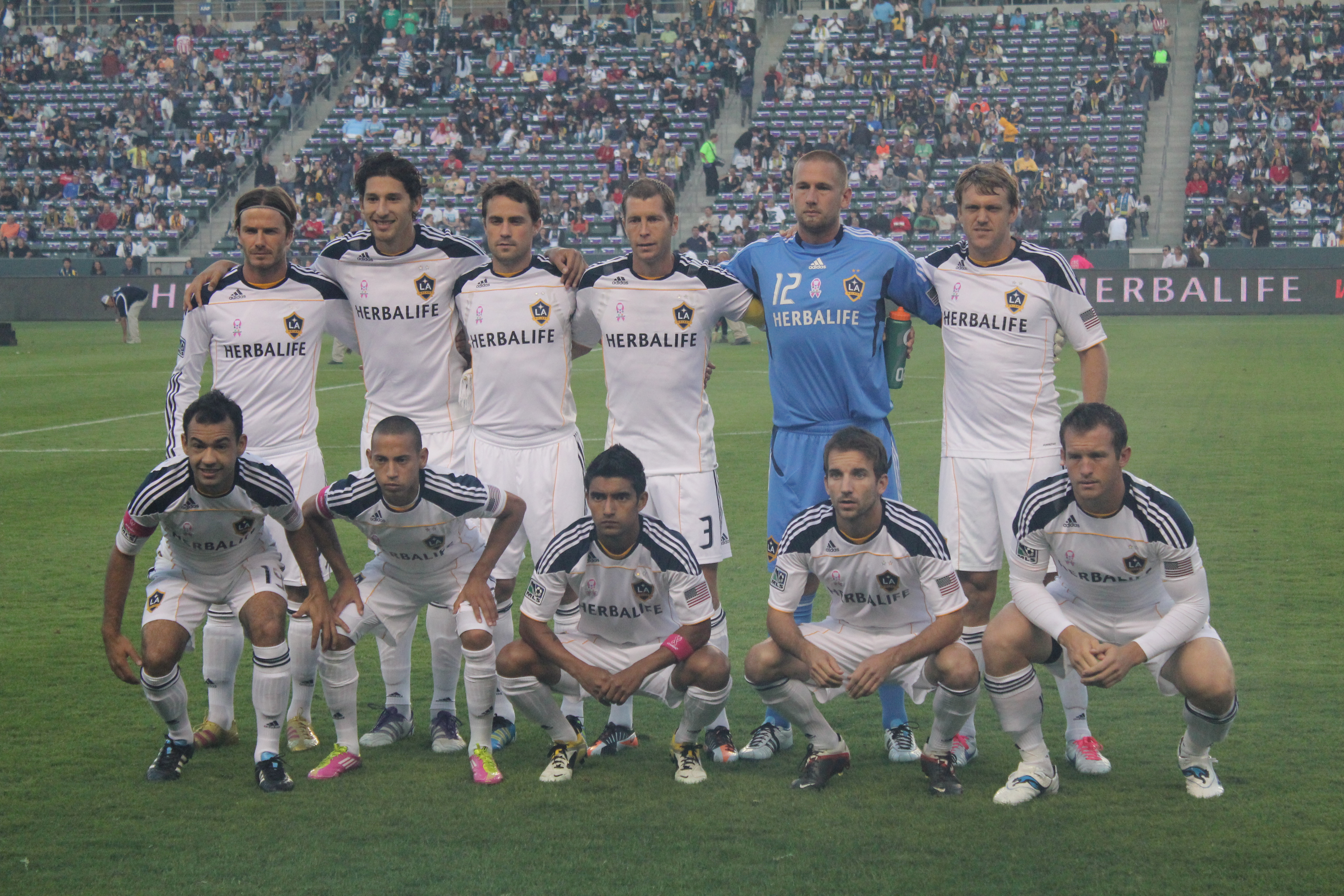
Los Angeles Galaxy en 2011.

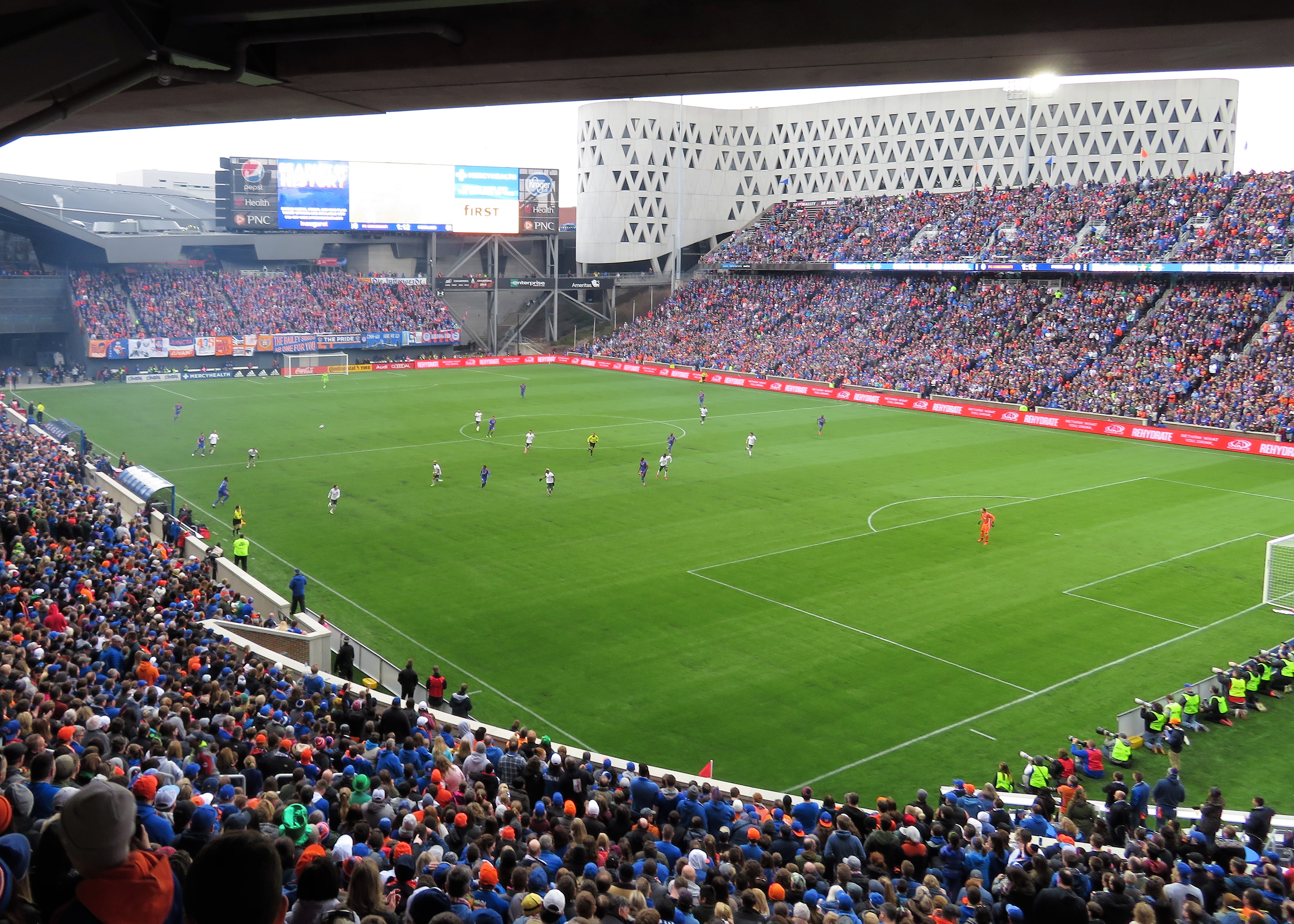
Partido inaugural del FC Cincinnati en la MLS.

En la temporada 2010 la liga se expandió con un nuevo equipo en la ciudad de Filadelfia con lo que la liga pasó a estar formada por dieciséis equipos. El Philadelphia Union con sede en Chester (Pensilvania), en un nuevo estadio específico de fútbol con capacidad de 20 000 localidades que se construyó al oeste de Commodore Barry Bridge. También en 2010 se inauguró el nuevo estadio específico de fútbol de Nueva York, el moderno Red Bull Arena, con 25 000 asientos cubiertos con una estructura translúcida.
En 2011 la MLS se amplió a dieciocho equipos debido a la expansión de dos nuevos equipos en la Conferencia Oeste en las ciudades de Portland y Vancouver, tal vez estos equipos reanuden la Copa Cascadia junto a los Seattle Sounders FC. Serán los Portland Timbers y los Vancouver Whitecaps.
En 2012 ingresó un nuevo equipo en la Conferencia Este, el Montreal Impact, que jugara en el Estadio Saputo. El objetivo de la MLS por aquel entonces era la de cerrar la liga con veinte equipos, diecisiete de Estados Unidos y tres de Canadá (Toronto, Montreal y Vancouver).
La vigésima franquicia finalmente ve la luz en mayo de 2013, cuando la MLS concede a Manchester City de Inglaterra y a los New York Yankees una plaza para un nuevo equipo llamado New York City FC.
En noviembre de ese mismo año Orlando City, también fue anunciada como nueva franquicia. Ambos clubes entraron en competición en 2015.
Actualmente se está negociando la llegada de una segunda franquicia a Florida (en Miami concretamente) con David Beckham como uno de los propietarios.
En abril de 2014 se anunció una nueva franquicia en Atlanta, que tuvo su debut en 2017. En 2017 empezaron a jugar dos nuevas franquicias, Minnesota United y Atlanta United. En 2018 una nueva franquicia de Los Ángeles entra en la liga en sustitución de Chivas USA, Los Angeles.
La MLS anunció que en 2019 la liga tendrá veinticuatro equipos, doce para cada conferencia. Como parte de una serie de cambios globales en la institución a ser implementados para la vigésima temporada de la liga, la Major League Soccer presentó un nuevo logo que es personalizable para cada franquicia y entró en uso a partir de 2015.
En 2019 la MLS anunció su futura expansión hasta los treinta equipos. Con una asistencia media de más de 20 000 espectadores por partido, la MLS tiene la tercera asistencia media más alta de cualquier liga de deportes de Estados Unidos después de la NFL y la MLB, y es la séptima liga de fútbol profesional con la asistencia media más alta del mundo.
El 20 de diciembre de 2017 se anuncia una nueva franquicia de expansión en la ciudad de Nashville, Tennessee, con el nombre de Nashville SC, que será la vigésima cuarta en ingresar a la Liga, para debutar en la temporada 2020. Para inicios de 2018 se espera el anuncio de una nueva franquicia, la vigésima quinta de la MLS entre las ciudades de Cincinnati, Detroit y Sacramento.
A principios del año 2018 se confirmó la vigésima quinta franquicia que tendrá lugar en Miami, Florida, con el nombre de Inter Miami CF y su dueño es David Beckham para la entrada en la temporada 2020.
El 29 de mayo de 2018, la ciudad de Cincinnati oficializó su franquicia de MLS con el nombre de FC Cincinnati y para debutar en la temporada 2019, convirtiéndose en la vigésima sexta franquicia.
En enero de 2019 se confirmó la vigésima séptima franquicia para Austin, el Austin Football Club, y para debutar en la temporada 2021. El 20 de agosto de 2019 se confirmó la vigésima octava franquicia para San Luis, y para debutar en la temporada 2023. El 17 de diciembre de 2019 se anuncia la vigésima novena franquicia para Charlotte, la cual debutará en la temporada 2022.
En mayo de 2023, la liga anunció la incorporación de San Diego Football Club en la temporada 2025. De esta manera, culmina la expansión estratégica de treinta equipos en la MLS, coincidiendo con el crecimiento explosivo en la popularidad del fútbol a lo largo y ancho de Estados Unidos y Canadá.

## Sistema de campeonato

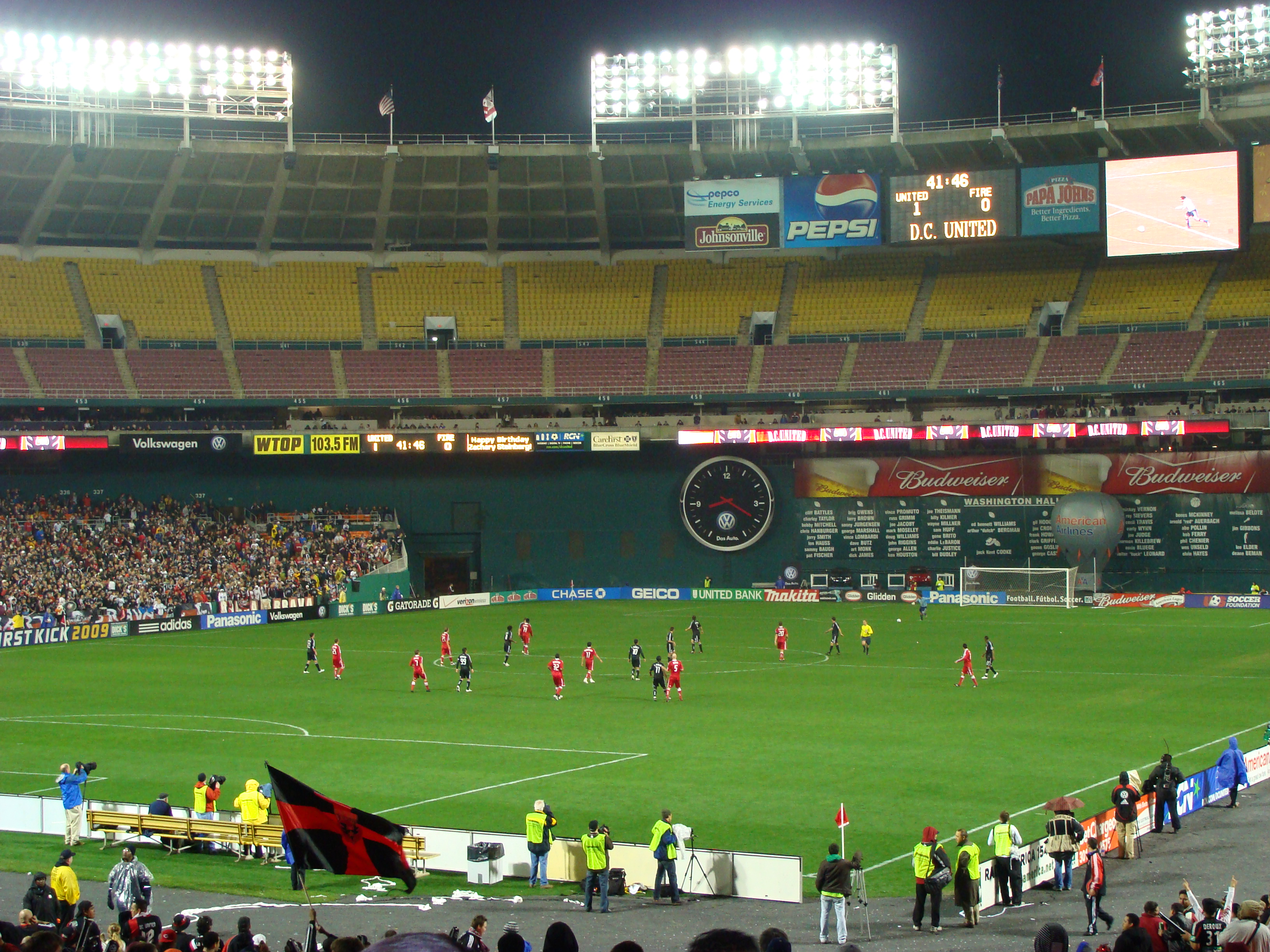
Partido de la MLS 2009 entre D.C. United y Chicago Fire.

El campeonato de la Major League Soccer se divide en dos partes: la temporada regular, donde juegan los veintinueve equipos divididos en dos conferencias: Conferencia Este y Conferencia Oeste, y las eliminatorias, cuyo partido final, la MLS Cup, decide el campeón de la liga.
Aunque el formato ha variado a través de los años, el actual establece que durante la temporada regular todos los equipos jueguen un total de treinta partidos cada uno. Al final de la fase regular, el equipo con más puntos entre todos los participantes de ambas conferencias obtiene la MLS Supporters' Shield. Asimismo, los siete mejores de cada conferencia acceden a las eliminatorias, clasificando el primero a las semifinales de conferencia, y los seis siguientes a la primera ronda.
En la primera ronda, el ubicado en segundo lugar enfrenta al séptimo, el tercero al sexto, y el cuarto al quinto. Los cruces son a un solo partido, actuando como locales el segundo, el tercero y cuarto. Los ganadores pasan a las semifinales de conferencia. Las semifinales y final de conferencia se disputan a partido único. Los dos ganadores de conferencia disputan la final de la MLS Cup, que se disputa a un solo partido en casa de aquel de los dos que haya obtenido más puntos durante la temporada regular. Quien logre la victoria se consagrará campeón de liga.

### Clasificación a la Copa de Campeones de la Concacaf
La MLS otorga cinco de los seis cupos que Estados Unidos tiene para dicha competición:
- El primero corresponde al ganador de la MLS Cup;
- El segundo, al ganador del MLS Supporters' Shield (equipo que más puntos obtuvo durante la temporada regular);
- El tercero, al primer ubicado de la conferencia opuesta al ganador de la MLS Supporters' Shield.
- El cuarto y quinto cupo, corresponden a los equipos que mejores puntos obtuvieron durante la temporada regular.

Los clubes canadienses que participan de la MLS, también pueden clasificarse a través de estas vías de clasificación.

### El tope salarial
A diferencia del resto de las ligas profesionales mundiales, los contratos y transferencias de los jugadores no los manejan los clubes sino lo hace la liga. Así que todos los clubes de la liga se le da un salario equivalente a repartir entre los contratos de varios jugadores. A esto se le llama «tope salarial» y el promedio de dicho tope era 2,55 millones de dólares en 2010.
Desde el 2007, existe una regla de excepción llamada Ley del Jugador Franquicia, también conocida como la Ley Beckham. Esta regla permite a cada club tener hasta tres «jugadores-franquicia» en su nómina para liberar a una cantidad por 335 000 dólares por jugador elegible en su nómina total. Este modo de operación de la MLS significa que los jugadores promedio en esta liga son menos remunerados que los jugadores promedio en las ligas profesionales de Europa. La regla del jugador franquicia permite fichar algunas de las grandes estrellas internacionales.

### Los cambios de reglas
En los primeros años, la MLS experimentó cambios de reglas tratando de hacer el deporte más «estadounidense».
- El reloj que cuenta a noventa minutos en el fútbol internacional, en la MLS contaría hacia atrás. Cuando el reloj llegase a 0:00, el partido terminaría sin tiempo añadido a pesar de las pausas que existieran en el juego. Después de la temporada 1999, esta regla fue abandonada a favor de un reloj normal en el fútbol.
- Otro cambio era la definición por shoot-out para resolver los juegos empatados. Si el juego terminaba con un empate, se jugaría una muerte súbita. Un jugador recibiría el balón a 35 m del gol con cinco segundos para anotar. Igual que en una tanda de penaltis, cada equipo disponía de cinco intentos. Si el resultado era todavía empate, habría otra serie de shoot-out. El equipo que ganaba recibía un punto (a diferencia de tres puntos para una victoria), el equipo que perdía recibía cero. El shoot-out también se suprimió después de la temporada 1999.
- La MLS hizo uso del gol de oro desde el año 2000 al 2003 con dos prórrogas de cinco minutos, esto para definir a un ganador en caso de que un partido hubiera terminado empatado en los noventa minutos; si ningún equipo anotaba en dichas prórrogas, el juego terminaría empatado. En 2004 se abandonó dicha regla, al aplicarse el modelo tradicional de definición de los partidos.

Los cambios de reglas, especialmente la de shoot-out, no supusieron una mejora de los niveles de audiencia en el público estadounidense y, en cambio, suponía la antipatía de algunos aficionados tradicionales.

## Equipos

### Equipos temporada 2025
| Conferencia               | Equipo                        | Ciudad/Área                | Estadio | Aforo |
| ------------------------- | ----------------------------- | -------------------------- | ------- | ----- |
| Este                      |                               |                            |         |       |
| Atlanta United F. C.      | Atlanta, Georgia              | Mercedes-Benz Stadium      | 71 000  |       |
| Charlotte F. C.           | Charlotte, Carolina del Norte | Bank of America Stadium    | 40 000  |       |
| Chicago Fire              | Chicago, Illinois             | Soldier Field              | 61 500  |       |
| F. C. Cincinnati          | Cincinnati, Ohio              | TQL Stadium                | 26 000  |       |
| Columbus Crew             | Columbus, Ohio                | Lower.com Field            | 20 011  |       |
| D. C. United              | Washington D. C.              | Audi Field                 | 20 000  |       |
| Inter de Miami            | Fort Lauderdale, Florida      | Chase Stadium              | 21 550  |       |
| C. F. Montréal            | Quebec, Canadá                | Estadio Saputo             | 19 619  |       |
| Nashville S. C.           | Nashville, Tennessee          | Geodis Park                | 30 000  |       |
| New England Revolution    | Foxborough, Massachusetts     | Gillette Stadium           | 68 756  |       |
| New York City F. C.       | Nueva York, Nueva York        | Yankee Stadium             | 54 251  |       |
| New York Red Bulls        | Harrison, Nueva Jersey        | Sports Illustrated Stadium | 25 189  |       |
| Orlando City S. C.        | Orlando, Florida              | Inter&Co Stadium           | 25 500  |       |
| Philadelphia Union        | Chester, Pensilvania          | Subaru Park                | 18 500  |       |
| Toronto F. C.             | Ontario, Canadá               | BMO Field                  | 30 230  |       |
| Oeste                     |                               |                            |         |       |
| Austin F. C.              | Austin, Texas                 | Q2 Stadium                 | 20 500  |       |
| Colorado Rapids           | Commerce City, Colorado       | Dick's Sporting Goods Park | 18 000  |       |
| F. C. Dallas              | Frisco, Texas                 | Toyota Stadium             | 21 193  |       |
| Houston Dynamo F. C.      | Houston, Texas                | Shell Energy Stadium       | 22 000  |       |
| Los Angeles F. C.         | Los Ángeles, California       | BMO Stadium                | 22 000  |       |
| Los Angeles Galaxy        | Carson, California            | Dignity Health Sports Park | 27 000  |       |
| Minnesota United F. C.    | Saint Paul, Minnesota         | Allianz Field              | 19 400  |       |
| Portland Timbers          | Portland, Oregón              | Providence Park            | 20 438  |       |
| Real Salt Lake            | Sandy, Utah                   | America First Field        | 20 213  |       |
| San Diego F. C.           | San Diego, California         | Snapdragon Stadium         | 35 000  |       |
| San Jose Earthquakes      | San José, California          | PayPal Park                | 18 000  |       |
| Seattle Sounders F. C.    | Seattle, Washington           | Lumen Field                | 67 000  |       |
| Sporting Kansas City      | Kansas City, Kansas           | Children's Mercy Park      | 18 467  |       |
| St. Louis City S. C.      | San Luis, Misuri              | Energizer Park             | 22 500  |       |
| Vancouver Whitecaps F. C. | Columbia Británica, Canadá    | BC Place                   | 54 500  |       |

### Equipos por entidad federativa
| Entidad Federativa | N.º | Equipos                                                                       |
| ------------------ | --- | ----------------------------------------------------------------------------- |
| California         | 4   | Los Angeles F. C., Los Angeles Galaxy, San Jose Earthquakes y San Diego F. C. |
| Canadá             | 3   | C. F. Montréal, Toronto F. C. y Vancouver Whitecaps F. C.                     |
| Texas              | 3   | Austin F. C., F. C. Dallas y Houston Dynamo F. C.                             |
| Florida            | 2   | Orlando City S. C. e Inter de Miami                                           |
| Ohio               | 2   | F. C. Cincinnati y Columbus Crew                                              |
| Carolina del Norte | 1   | Charlotte F. C.                                                               |
| Colorado           | 1   | Colorado Rapids                                                               |
| Georgia            | 1   | Atlanta United F. C.                                                          |
| Illinois           | 1   | Chicago Fire                                                                  |
| Kansas             | 1   | Sporting Kansas City                                                          |
| Massachusetts      | 1   | New England Revolution                                                        |
| Minnesota          | 1   | Minnesota United F. C.                                                        |
| Misuri             | 1   | St. Louis City S. C.                                                          |
| Nueva Jersey       | 1   | New York Red Bulls                                                            |
| Nueva York         | 1   | New York City F. C.                                                           |
| Oregón             | 1   | Portland Timbers                                                              |
| Pensilvania        | 1   | Philadelphia Union                                                            |
| Utah               | 1   | Real Salt Lake                                                                |
| Tennessee          | 1   | Nashville S. C.                                                               |
| Washington         | 1   | Seattle Sounders F. C.                                                        |
| Washington D. C.   | 1   | D. C. United                                                                  |

### Equipos desaparecidos
| Equipo             | Ciudad                   | Años        |
| ------------------ | ------------------------ | ----------- |
| C. D. Chivas USA   | Carson, California       | (2004-2014) |
| Miami Fusion F. C. | Fort Lauderdale, Florida | (1998-2001) |
| Tampa Bay Mutiny   | Tampa, Florida           | (1996-2001) |

## Ganadores de la Copa MLS
| Temporada | Campeón                    | Resultado      | Subcampeón             | MLS Supporters' Shield |
| --------- | -------------------------- | -------------- | ---------------------- | ---------------------- |
| 1996      | D. C. United (1)           | 3:2 (pró.)     | Los Angeles Galaxy     | Tampa Bay Mutiny       |
| 1997      | D. C. United (2)           | 2:1            | Colorado Rapids        | D. C. United           |
| 1998      | Chicago Fire (1)           | 2:0            | D. C. United           | Los Angeles Galaxy     |
| 1999      | D. C. United (3)           | 2:0            | Los Angeles Galaxy     | D. C. United           |
| 2000      | Kansas City Wizards (1)    | 1:0            | Chicago Fire           | Kansas City Wizards    |
| 2001      | San Jose Earthquakes (1)   | 2:1 (pró.)     | Los Angeles Galaxy     | Miami Fusion F. C.     |
| 2002      | Los Angeles Galaxy (1)     | 1:0 (pró.)     | New England Revolution | Los Angeles Galaxy     |
| 2003      | San Jose Earthquakes (2)   | 4:2            | Chicago Fire           | Chicago Fire           |
| 2004      | D. C. United (4)           | 3:2            | Kansas City Wizards    | Columbus Crew          |
| 2005      | Los Angeles Galaxy (2)     | 1:0 (pró.)     | New England Revolution | San Jose Earthquakes   |
| 2006      | Houston Dynamo F. C. (1)   | 1:1 (4:2 pen.) | New England Revolution | D. C. United           |
| 2007      | Houston Dynamo F. C. (2)   | 2:1            | New England Revolution | D. C. United           |
| 2008      | Columbus Crew (1)          | 3:1            | New York Red Bulls     | Columbus Crew          |
| 2009      | Real Salt Lake (1)         | 1:1 (5:4 pen.) | Los Angeles Galaxy     | Columbus Crew          |
| 2010      | Colorado Rapids (1)        | 2:1 (pró.)     | F. C. Dallas           | Los Angeles Galaxy     |
| 2011      | Los Angeles Galaxy (3)     | 1:0            | Houston Dynamo F. C.   | Los Angeles Galaxy     |
| 2012      | Los Angeles Galaxy (4)     | 3:1            | Houston Dynamo F. C.   | San Jose Earthquakes   |
| 2013      | Sporting Kansas City (2)   | 1:1 (7:6 pen.) | Real Salt Lake         | New York Red Bulls     |
| 2014      | Los Angeles Galaxy (5)     | 2:1 (pró.)     | New England Revolution | Seattle Sounders F. C. |
| 2015      | Portland Timbers (1)       | 2:1            | Columbus Crew          | New York Red Bulls     |
| 2016      | Seattle Sounders F. C. (1) | 0:0 (5:4 pen.) | Toronto F. C.          | F. C. Dallas           |
| 2017      | Toronto F. C. (1)          | 2:0            | Seattle Sounders F. C. | Toronto F. C.          |
| 2018      | Atlanta United F. C. (1)   | 2:0            | Portland Timbers       | New York Red Bulls     |
| 2019      | Seattle Sounders F. C. (2) | 3:1            | Toronto F. C.          | Los Angeles F. C.      |
| 2020      | Columbus Crew (2)          | 3:0            | Seattle Sounders F. C. | Philadelphia Union     |
| 2021      | New York City F. C. (1)    | 1:1 (4:2 pen.) | Portland Timbers       | New England Revolution |
| 2022      | Los Angeles F. C. (1)      | 3:3 (3:0 pen.) | Philadelphia Union     | Los Angeles F. C.      |
| 2023      | Columbus Crew (3)          | 2:1            | Los Angeles F. C.      | F. C. Cincinnati       |
| 2024      | Los Angeles Galaxy (6)     | 2:1            | New York Red Bulls     | Inter de Miami         |

### Títulos por club
| Equipo                 | Títulos | Subcampeonatos | Años campeón                       | Años subcampeón              |
| ---------------------- | ------- | -------------- | ---------------------------------- | ---------------------------- |
| Los Angeles Galaxy     | 6       | 4              | 2002, 2005, 2011, 2012, 2014, 2024 | 1996, 1999, 2001, 2009       |
| D. C. United           | 4       | 1              | 1996, 1997, 1999, 2004             | 1998                         |
| Columbus Crew          | 3       | 1              | 2008, 2020, 2023                   | 2015                         |
| Seattle Sounders F. C. | 2       | 2              | 2016, 2019                         | 2017, 2020                   |
| Houston Dynamo F. C.   | 2       | 2              | 2006, 2007                         | 2011, 2012                   |
| Sporting Kansas City   | 2       | 1              | 2000, 2013                         | 2004                         |
| San Jose Earthquakes   | 2       | 0              | 2001, 2003                         |                              |
| Toronto F. C.          | 1       | 2              | 2017                               | 2016, 2019                   |
| Portland Timbers       | 1       | 2              | 2015                               | 2018, 2021                   |
| Chicago Fire           | 1       | 2              | 1998                               | 2000, 2003                   |
| Los Angeles F. C.      | 1       | 1              | 2022                               | 2023                         |
| Colorado Rapids        | 1       | 1              | 2010                               | 1997                         |
| Real Salt Lake         | 1       | 1              | 2009                               | 2013                         |
| New York City F. C.    | 1       | 0              | 2021                               |                              |
| Atlanta United F. C.   | 1       | 0              | 2018                               |                              |
| New England Revolution | 0       | 5              |                                    | 2002, 2005, 2006, 2007, 2014 |
| New York Red Bulls     | 0       | 2              |                                    | 2008, 2024                   |
| Philadelphia Union     | 0       | 1              |                                    | 2022                         |
| F. C. Dallas           | 0       | 1              |                                    | 2010                         |

## Estadísticas

### Clasificación histórica
A continuación, se muestra la tabla histórica de la fase regular de Major League Soccer (1996-2022), en el cual los datos no contabilizan las eliminatorias.
|  | Pos. | Equipo                    | Ciudad/Estado                 | Temp. | PJ  | PG  | PE  | PP  | GF   | GC   | Dif. | Camp. | Subc. | Puntos |
|  | ---- | ------------------------- | ----------------------------- | ----- | --- | --- | --- | --- | ---- | ---- | ---- | ----- | ----- | ------ |
|  | 1    | Los Angeles Galaxy        | Carson, California            | 27    | 854 | 377 | 180 | 297 | 1365 | 1171 | +193 | 6     | 4     | 1289   |
|  | 2    | New York Red Bulls        | Harrison, Nueva Jersey        | 27    | 855 | 353 | 175 | 327 | 1281 | 1217 | +64  | —     | 1     | 1212   |
|  | 3    | Sporting Kansas City      | Kansas City, Kansas           | 27    | 854 | 350 | 186 | 318 | 1214 | 1147 | +67  | 2     | 1     | 1204   |
|  | 4    | F. C. Dallas              | Frisco, Texas                 | 27    | 854 | 348 | 189 | 317 | 1257 | 1209 | +48  | —     | 1     | 1203   |
|  | 5    | Columbus Crew             | Columbus, Ohio                | 27    | 855 | 345 | 187 | 323 | 1227 | 1176 | +51  | 2     | 1     | 1196   |
|  | 6    | D. C. United              | Washington D. C.              | 27    | 855 | 337 | 170 | 348 | 1264 | 1279 | -15  | 4     | 1     | 1145   |
|  | 7    | New England Revolution    | Foxborough, Massachusetts     | 27    | 856 | 328 | 185 | 343 | 1221 | 1285 | -64  | —     | 5     | 1135   |
|  | 8    | Colorado Rapids           | Commerce City, Colorado       | 27    | 853 | 313 | 181 | 359 | 1122 | 1255 | -133 | 1     | 1     | 1096   |
|  | 9    | Chicago Fire              | Chicago, Illinois             | 25    | 796 | 295 | 196 | 305 | 1142 | 1120 | +22  | 1     | 2     | 1071   |
|  | 10   | San Jose Earthquakes      | San José, California          | 25    | 793 | 286 | 187 | 320 | 1097 | 1173 | -76  | 2     | —     | 1007   |
|  | 11   | Real Salt Lake            | Sandy, Utah                   | 18    | 580 | 217 | 144 | 219 | 790  | 786  | +4   | 1     | 1     | 795    |
|  | 12   | Seattle Sounders F. C.    | Seattle, Washington           | 14    | 456 | 211 | 104 | 141 | 679  | 532  | +147 | 2     | 2     | 737    |
|  | 13   | Houston Dynamo F. C.      | Houston, Texas                | 17    | 559 | 187 | 166 | 206 | 738  | 760  | -22  | 2     | 2     | 727    |
|  | 14   | Toronto F. C.             | Toronto, Ontario              | 16    | 517 | 162 | 137 | 218 | 695  | 809  | -114 | 1     | 2     | 623    |
|  | 15   | Philadelphia Union        | Chester, Pensilvania          | 13    | 427 | 161 | 114 | 152 | 624  | 563  | +61  | —     | 1     | 597    |
|  | 16   | Portland Timbers          | Portland, Oregón              | 12    | 397 | 155 | 110 | 132 | 597  | 566  | +31  | 1     | 2     | 575    |
|  | 17   | Vancouver Whitecaps F. C. | Vancouver, Columbia           | 12    | 397 | 137 | 102 | 158 | 508  | 590  | -82  | —     | —     | 513    |
|  | 18   | C. F. Montréal            | Montreal, Quebec              | 11    | 363 | 135 | 73  | 155 | 519  | 564  | -45  | —     | —     | 478    |
|  | 19   | New York City F. C.       | Nueva York, Nueva York        | 8     | 261 | 117 | 62  | 82  | 439  | 347  | +92  | 1     | —     | 413    |
|  | 20   | C. D. Chivas USA          | Los Ángeles, California       | 10    | 320 | 92  | 79  | 149 | 351  | 483  | -132 | —     | —     | 355    |
|  | 21   | Orlando City S. C.        | Orlando, Florida              | 8     | 261 | 86  | 71  | 104 | 361  | 426  | -65  | —     | —     | 329    |
|  | 22   | Atlanta United F. C.      | Atlanta, Georgia              | 6     | 193 | 83  | 46  | 64  | 314  | 248  | +66  | 1     | —     | 295    |
|  | 23   | Los Angeles F. C.         | Los Ángeles, California       | 5     | 158 | 79  | 36  | 43  | 319  | 217  | +102 | 1     | —     | 273    |
|  | 24   | Minnesota United F. C.    | Saint Paul, Minnesota         | 6     | 191 | 72  | 40  | 79  | 273  | 304  | -31  | —     | —     | 256    |
|  | 25   | Tampa Bay Mutiny          | Tampa, Florida                | 6     | 187 | 83  | 6   | 98  | 312  | 336  | -24  | —     | —     | 235    |
|  | 26   | Miami Fusion F. C.        | Fort Lauderdale, Florida      | 4     | 122 | 56  | 10  | 56  | 199  | 219  | -20  | —     | —     | 158    |
|  | 27   | Nashville S. C.           | Nashville, Tennessee          | 3     | 91  | 33  | 37  | 21  | 131  | 96   | +35  | —     | —     | 136    |
|  | 28   | Inter de Miami            | Fort Lauderdale, Florida      | 3     | 91  | 33  | 14  | 44  | 108  | 144  | -36  | —     | —     | 113    |
|  | 29   | F. C. Cincinnati          | Cincinnati, Ohio              | 4     | 125 | 26  | 31  | 68  | 144  | 241  | -97  | —     | —     | 109    |
|  | 30   | Austin F. C.              | Austin, Texas                 | 2     | 68  | 25  | 12  | 31  | 100  | 105  | -5   | —     | —     | 87     |
|  | 31   | Charlotte F. C.           | Charlotte, Carolina del Norte | 1     | 34  | 13  | 3   | 18  | 44   | 52   | -8   | –     | –     | 42     |

### Jugadores con más goles

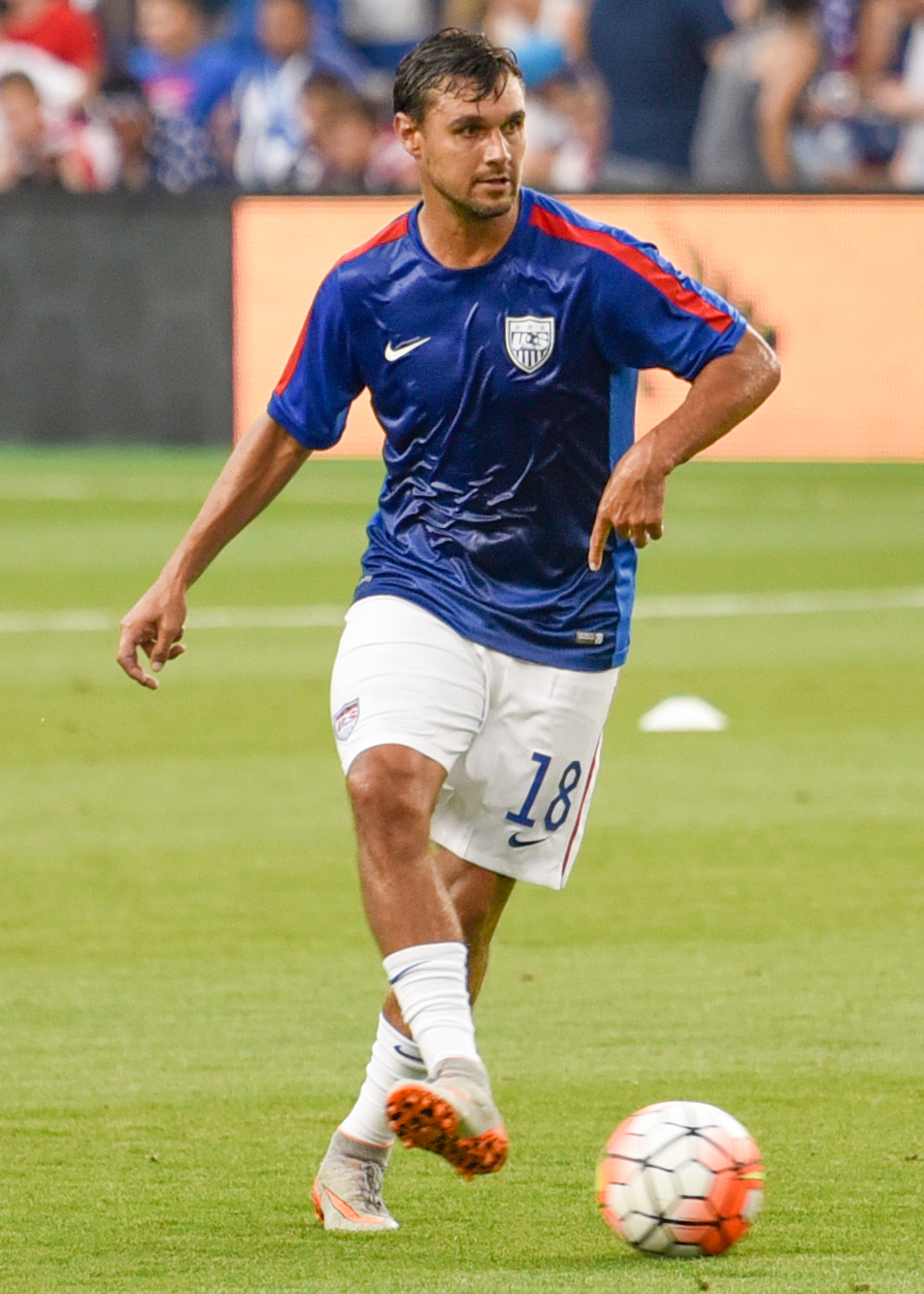
Chris Wondolowski es el goleador histórico de la MLS con 171 goles.

- Actualizado el 11 de Agosto 2025 web |url=http://www.mlssoccer.com/stats/alltime?group=GOALS&op=Search&form_build_id=form-c236c6d8cf4a86fcaf1756c51d360e2d&form_id=mls_stats_alltime_form |título=Statistics - All Time Stats |editor=MLSsoccer.com |idioma=inglés}}</ref>

| N.º | Jugador                 | País           | Goles |
| --- | ----------------------- | -------------- | ----- |
| 1   | Chris Wondolowski       | Estados Unidos | 171   |
| 2   | Kei Kamara              | Sierra Leona   | 147   |
| 3   | Landon Donovan          | Estados Unidos | 145   |
| 4   | Jeff Cunningham         | Estados Unidos | 134   |
| 5   | Jaime Moreno            | Bolivia        | 133   |
| 6   | Josef Martínez          | Venezuela      | 127   |
| 7   | Bradley Wright-Phillips | Inglaterra     | 117   |
| 8   | Ante Razov              | Estados Unidos | 114   |
| 9   | Jason Kreis             | Estados Unidos | 108   |
| 10  | Gyasi Zardes            | Estados Unidos | 106   |

En negrita jugadores activos en la liga.

### Jugadores con más partidos

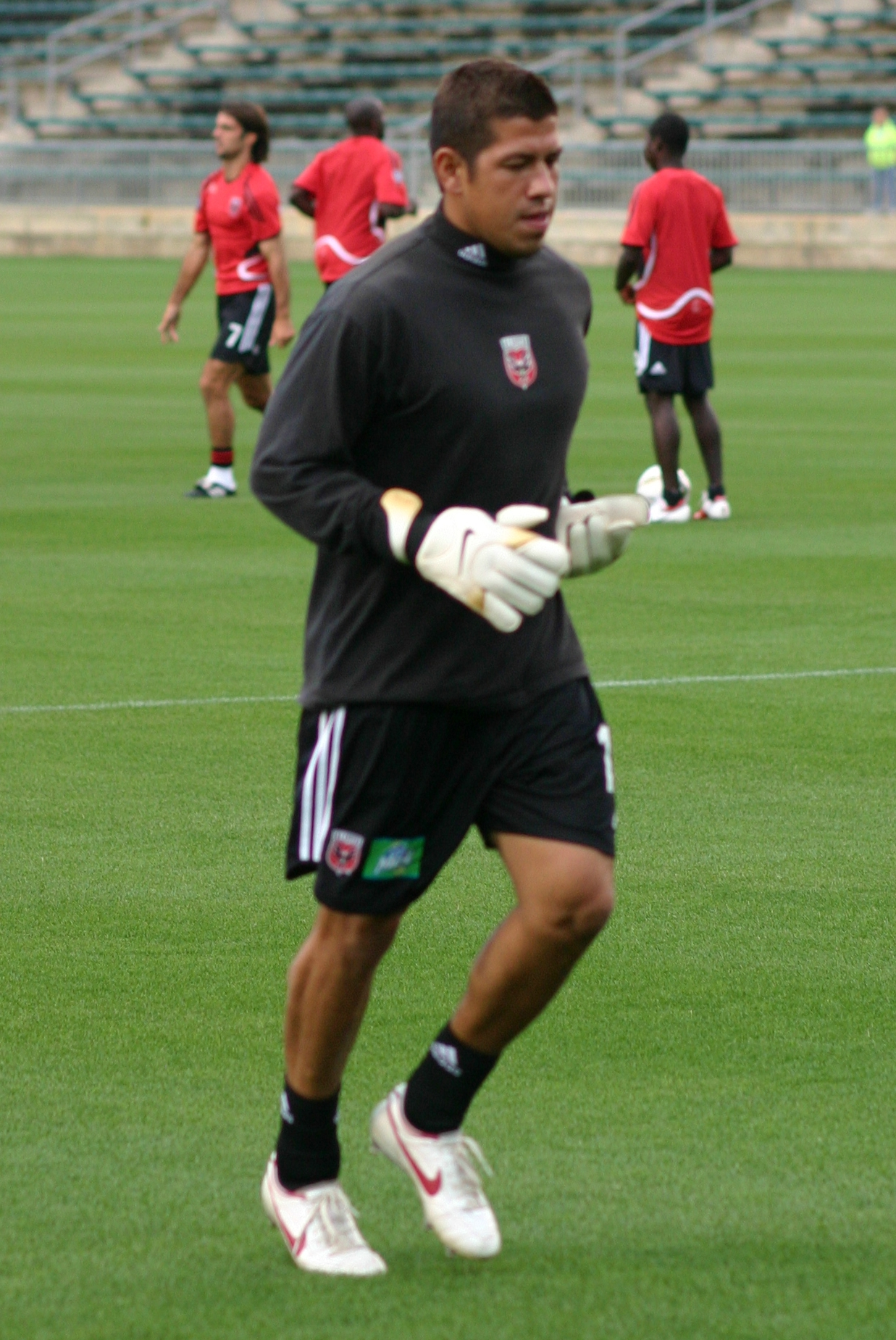
Nick Rimando es el jugador con más partidos en la historia de la MLS.

- Actualizado el 17 de julio de 2023.[24][25]

| N.º | Jugador           | País           | Partidos |
| --- | ----------------- | -------------- | -------- |
| 1   | Nick Rimando      | Estados Unidos | 514      |
| 2   | Kyle Beckerman    | Estados Unidos | 498      |
| 3   | Dax McCarty       | Estados Unidos | 460      |
| 4   | Jeff Larentowicz  | Estados Unidos | 437      |
| 5   | Kevin Hartman     | Estados Unidos | 416      |
| 6   | Chris Wondolowski | Estados Unidos | 413      |
| 7   | Kei Kamara        | Sierra Leona   | 411      |
| 8   | Drew Moor         | Estados Unidos | 411      |
| 9   | Chad Marshall     | Estados Unidos | 409      |
| 10  | Brad Davis        | Estados Unidos | 392      |

En negrita jugadores activos en la liga.

### Afluencias medianas
| Año  | Número de espectadores | Afluencia media       |
| ---- | ---------------------- | --------------------- |
| 1996 | 2 785 001              | 17 406                |
| 1997 | 2 336 529              | 14 603                |
| 1998 | 2 747 897              | 14 312                |
| 1999 | 2 742 102              | 14 282                |
| 2000 | 2 641 086              | 13 756                |
| 2001 | 2 363 889              | 14 961                |
| 2002 | 2 214 978              | 15 821                |
| 2003 | 2 234 747              | 14 898                |
| 2004 | 2 333 797              | 15 559                |
| 2005 | 2 900 716              | 15 108                |
| 2006 | 2 976 787              | 15 504                |
| 2007 | 3 270 210              | 16 770                |
| 2008 | 3 456 641              | 16 460                |
| 2009 | 3 609 048              | 16 040                |
| 2010 | 4 002 053              | 16 675                |
| 2011 | 5 468 849              | 17 872                |
| 2012 | 6 074 729              | 18 807                |
| 2013 | 6 005 991              | 18 594                |
| 2014 | 6 184 350              | 19 147                |
| 2015 | 7 335 053              | 21 574                |
| 2016 | 7 345 265              | 21 692                |
| 2017 | 8 270 187              | 22 113                |
| 2018 | 8 553 245              | 21 875                |
| 2019 | 8 676 109              | 21 305                |
| 2020 | Pandemia del COVID-19  | Pandemia del COVID-19 |
| 2021 | 2 762 420              | 15 350                |
| 2022 | 10 011 578             | 21 033                |
| 2023 | 10 900 804             | 22 111                |
| 2024 | 11 241 325             | 23 371                |

## Televisación

### Estados Unidos
Desde la temporada 2014 hasta la 2022, los partidos de la MLS fueron transmitidos a nivel nacional por los canales de ESPN y Fox Sports en inglés, y Univision en español bajo un contrato de ocho años. Cada emisora tenía una ventana para los partidos de la temporada regular, con UniMás transmitiendo un partido los viernes por la noche en español y partidos adicionales en TUDN, y ESPN y Fox Sports 1 transmitían juegos los domingos por la noche en inglés. ESPN, FS1 y Univision comparten la cobertura de las eliminatorias, mientras que ABC y Fox se alternan para transmitir la final de la Copa MLS en inglés. En total, se transmitían al menos ciento veinticinco partidos por temporada en las tres redes. Los tres contratos tenían un valor promedio estimado de 90 millones de dólares por temporada—cinco veces mayor que el valor promedio de 18 millones de dólares los contratos anteriores con ESPN, Univision y NBC Sports.
Los partidos que no se televisaban a nivel nacional se transmitían a nivel regional, a menudo por cadenas deportivas regionales como Bally Sports, NBC Sports Regional Networks, Spectrum Sports y Root Sports, y en ocasiones por estaciones terrestres como KTXA, WGN y KMYU. Los partidos televisados regionalmente estaban disponibles fuera de sus mercados locales en ESPN+, que reemplazó a MLS Live en 2018.
De 2012 a 2014, los partidos de la MLS fueron transmitidos por NBC Sports, con cuarenta partidos por año, principalmente en NBCSN, y seleccionar partidos transmitidos en la cadena NBC. El cambio de Fox Soccer a NBCSN, de mayor distribución, provocó que el número de espectadores se duplicara en la temporada 2012.
Soccer United Marketing se asoció con Google y Bedrocket Media Ventures en 2012 para lanzar "KickTV", un canal prémium de YouTube con programación original de fútbol. KickTV se vendió a Copa90 en 2015 para formar su sucursal estadounidense. En 2020, Soccer United Marketing firmó un acuerdo de varios años con Bleacher Report para producir contenido y momentos destacados para la MLS y las selecciones nacionales de Estados Unidos durante la temporada 2022.
Los partidos no televisados a nivel nacional se transmitían a nivel regional, a menudo por redes deportivas regionales como Bally Sports, NBC Sports Regional Networks, Spectrum Sports y Root Sports, y a veces por estaciones terrestres como KTXA, WGN y KMYU. Los partidos televisados regionalmente estaban disponibles fuera de sus mercados locales en ESPN+, que reemplazó a MLS Live desde 2018 hasta 2022.

#### MLS Season Pass en Apple TV
A partir de 2023 y durante diez años, todos los partidos de la MLS y Leagues Cup, así como ciertos juegos de MLS Next Pro y MLS Next, se transmitirán en todo el mundo mediante el MLS Season Pass a través de Apple TV. Este acuerdo puso fin al anterior sistema basado en redes deportivas regionales. El contrato permite algunas retransmisiones por televisión lineal. ESPN y Univision que estaban interesados en llegar a un nuevo acuerdo abandonaron las negociaciones, aparentemente porque la MLS no les permitía transmitir a través de sus propias plataformas ni utilizar sus propios comentaristas. Tras sus salidas, Fox Sports se unió a Apple como socio de transmisión lineal de la MLS en los Estados Unidos, y TSN y RDS de Bell Media lo hicieron en Canadá.

### Comercialización del Sunday Night Soccer
A partir de la temporada 2025, un nuevo paquete de partidos disputados los domingos por la noche denominados Sunday Night Soccer (SNS) empezó a ser distribuido en los EUA mediante proveedores de televisión por suscripción fuera del MLS Season Pass de Apple como Xfinity y DirecTV. Así mismo, los derechos de transmisión internacionales del SNS comenzaron a ser comercializados en países selectos iniciando con SBS en Australia y continuando con TNT Sports/HBO Max en Latinoamérica, SpoTV en el Sudeste Asiático, Dubai TV en la región MENA, TV3 en España, Sportdigital en Alemania, Charlton en Israel, GO en Malta y SkyK en Corea del Sur.

## Comisionados
- Doug Logan (1996-1999)
- Don Garber (1999-Act.)

## Reconocimientos y premios
- Bota de Oro de la Major League Soccer
- Jugador Más Valioso de la Major League Soccer
- MLS Best XI
- Portero del año de la Major League Soccer
- Defensor del año de la Major League Soccer
- Entrenadores Campeones de la Major League Soccer
- Entrenador del año de la Major League Soccer
- Jugador Joven del año de la Major League Soccer
- Contratación del año de la Major League Soccer